# Cannibal
Cannibal (англ. Каннібал) – п'ятий студійний альбом американського індастріал-метал-гурту Static-X. Це перший альбом гурту, який містить гітарне соло; кожна композиція, крім "Goat", містить одне соло. Це перший альбом, який не містить композиції з приставкою "otsego". Цей альбом перший з часів альбому "Machine", з якого також вийшло одразу 3 сингли. Альбом "Cannibal" насичений криками фронтмена Вейна Статіка і має багато електроніки. Звук альбому "Cannibal" дуже подібний до звуку перших двох альбомів гурту – Wisconsin Death Trip та Machine, але з більшими ефектами індастріалу і з більш дружнім для радіо звуком, що використовувалися в альбомах Shadow Zone і Start a War. Альбом також визначають як найважчим після другого альбому гурту – Machine.
Альбом дебютував на 36 місці в Billboard 200 США з продажами близько 30 000 примірників,  і 98 000 до червня того ж року.  На сьогодні продано близько 160,000 копій альбому.

## Огляд
Cannibal — перший альбом Static-X після Wisconsin Death Trip 1999 року, на якому грає на гітарі оригінальний гітарист Коічі Фукуда, який залишив гурт у 2000 році та приєднався знову у 2005 році (Фукуда зазначений як гітарист на альбомі Start a War 2005 року, але він лише займався програмуванням та додав додаткові гітари після відходу Тріппа Айзена).
У порівнянні з двома попередніми альбомами гурту, Cannibal має загальний більш прямолінійний важкий та агресивний звук. Останні два попередні альбоми Shadow Zone і Start a War мали більш сприятливий для радіо звук із набагато чистішим вокалом і дещо пом’якшеними елементами промислового металу. У ньому більше крику від фронтмена Вейна Статіка. Звучання альбому дуже схоже на звучання перших двох альбомів гурту, Wisconsin Death Trip і Machine, і більш зручне для радіо звучання, яке гурт використовував в альбомах Shadow Zone і Start a War, практично відсутнє. Цей альбом вважають найважчим альбомом групи разом із другим альбомом групи Machine . Цей альбом також є першим альбомом Static-X, випущеним на Reprise Records.

Коли Статіка запитали про альбом, він сказав: 
«Я вважаю, що це найметалевіший запис, який ми коли-небудь робили, і це, мабуть, найважчий запис, який ми коли-небудь робили. Але з цією платівкою я добре провів час, просто повернувшись до криків і кидаючи виклик собі вокально, а також у написанні пісень. Я відчував, що повернувся до роботи над Wisconsin Death Trip, де я зосередився на тому, щоб максимально позбутися зайвого, щоб написати короткі, прості, привабливі пісні».
Першою піснею з альбому стала «Cannibal», яка була випущена на iTunes 5 лютого як цифровий сингл для завантаження.
Пісня «Destroyer» була випущена як перший сингл на радіо, а до неї був знятий кліп, прем'єра якого відбулася в мережі 6 квітня. «Destroyer» з'явився пізніше, 13 лютого, а 20 березня з'явився як EP.
Трек «No Submission» додатково доступний у саундтреку до фільму Пила 3.
У той час як заголовна пісня «Cannibal» була натхненна вегетаріанськими думками Вейна про те, що люди їдять м’ясо, «Reptile» просто про те, як людину заживо з’їла величезна рептилія. 18 січня 2007 року в бюлетені гурту MySpace було опубліковано трек-лист.
Альбом доступний у стандартному виданні з 12 треків (як чистих, так і відвертих), спеціальному інтернет-виданні з бонус-треком «Get Up and Boogie»,  виданні Best Buy із двома бонус-треками («Light It Up» і ремікс пісні "I'm the One") і ненадовго пропонувався в обмеженій кількості з буклетом, підписаним учасниками гурту. Під час завантаження альбому з iTunes Store додається ще один бонус-трек під назвою «Beneath, Between, Beyond», який також є назвою єдиного збірного альбому гурту, хоча пісня була написана через два з гаком роки після виходу альбому. Це також був перший альбом Static-X, випущений на вінілі. Spotify містить лише чисту версію цього альбому.

## Список композицій
Автор музики і слів Вейн Статік, якщо не вказано інше. 
| #     | Назва            | Автор                    | Тривалість |
| ----- | ---------------- | ------------------------ | ---------- |
| 1.    | «Cannibal»       |                          | 3:13       |
| 2.    | «No Submission»  | Вейн Статік, Тоні Кампос | 2:42       |
| 3.    | «Behemoth»       |                          | 3:00       |
| 4.    | «Chemical Logic» |                          | 3:51       |
| 5.    | «Destroyer»      |                          | 2:47       |
| 6.    | «Forty Ways»     | Статік, Кампос           | 3:01       |
| 7.    | «Chroma-Matic»   | Статік, Кампос           | 2:44       |
| 8.    | «Cuts You Up»    |                          | 3:26       |
| 9.    | «Reptile»        |                          | 2:31       |
| 10.   | «Electric Pulse» |                          | 2:40       |
| 11.   | «Goat»           |                          | 3:48       |
| 12.   | «Team Hate»      |                          | 3:25       |
| 37:09 |                  |                          |            |

| Best Buy бонус-трек | Best Buy бонус-трек                                  | Best Buy бонус-трек |
| #                   | Назва                                                | Тривалість          |
| ------------------- | ---------------------------------------------------- | ------------------- |
| 13.                 | «Light It Up»                                        | 3:11                |
| 14.                 | «I'm the One» (Wayne Static's Disco Destroyer Remix) | 3:37                |

| Warner Bros. бонус-трек | Warner Bros. бонус-трек                          | Warner Bros. бонус-трек |
| #                       | Назва                                            | Тривалість              |
| ----------------------- | ------------------------------------------------ | ----------------------- |
| 13.                     | «Get Up and Boogie» (кавер на Silver Convention) | 2:25                    |

| iTunes бонус-трек | iTunes бонус-трек          | iTunes бонус-трек |
| #                 | Назва                      | Тривалість        |
| ----------------- | -------------------------- | ----------------- |
| 13.               | «Beneath, Between, Beyond» | 3:00              |

## Учасники запису
- Вейн Статік – вокал, ритм-гітара, виробництво
- Коічі Фукуда – соло-гітара, клавішні; програмування
- Тоні Кампос – бас-гітара, бек-вокал
- Нік Ошіро – ударні

### Інший персонал
- "John 5" – перше гітарне соло на "Cannibal"
- Джон Тревіс – виробництво та зведення
- Том Бейкер – мастеринг
- Стівен Гілмор – художнє керівництво, дизайн, цифрові зображення
- Дін Карр – фотографія
- Ерік Фінчер – гітарний/басовий технік
- Джонні Бі – барабанна техніка/моніторна інженерія
- Джейсон Гітліц – допомога в інженерії
- Асен Стоянов – допомога в інженерії

## Позиції в чартах

### Альбом
| Рік  | Чарт                   | Позиція |
| ---- | ---------------------- | ------- |
| 2007 | The Billboard 200      | #36     |
| 2007 | Top Rock Albums        | #8      |
| 2007 | Australian ARIA Charts | #26     |

### Сингли
| Рік  | Сингл       | Чарт                   | Позиція |
| ---- | ----------- | ---------------------- | ------- |
| 2007 | "Destroyer" | Mainstream Rock Tracks | #23     |